# Anything Can Happen in the Next Half Hour EP
Albums de Enter Shikari
Sorry You're Not a Winner EP
(2003) Take to the Skies
(2007)
Anything Can Happen in the Next Half Hour EP est le troisième EP du groupe anglais de post-hardcore Enter Shikari, publié en 2004 et auto-produit, puis remastérisé en 2005.
Il était vendu pendant les concerts ou sur leur site web.
Les deux chansons sont ensuite de nouveau enregistrées pour l'album Take to the Skies.

## Liste des chansons
Toute la musique est composée par Enter Shikari.
| No | Titre                                     | Durée |
| -- | ----------------------------------------- | ----- |
| 1. | Jonny Sniper                              | 3:33  |
| 2. | Anything Can Happen in the Next Half Hour | 4:31  |